# Мардук-закир-шуми II
Мардук-закир-шуми II (букв. «Мардук назвал имя»; антич. Акис) — царь Вавилонии, правил приблизительно 1 месяц в 703 году до н. э.
Посажен на престол восставшими вавилонянами. Свергнут Мардук-апла-иддином II.
Об этом упоминается у Бероса в его «Вавилонской истории» (в армянском переводе «Хроники» Евсевия Кесарийского): «после правления над вавилонянами Акиса, не успел тот ещё процарствовать и тридцати дней, был он убит Марудахом Балданом».